# Listă de filme britanice din 1931
Aceasta este o listă de filme britanice din 1931:

## Lista
| Titlu                           | Regizor                             | Distribuție                                                                  | Gen                 | Note                                               |
| ------------------------------- | ----------------------------------- | ---------------------------------------------------------------------------- | ------------------- | -------------------------------------------------- |
| 77 Park Lane                    | Albert de Courville                 | Dennis Neilson-Terry, Betty Stockfeld                                        | Crime               | [ 1 ]                                              |
| Alibi                           | Leslie S. Hiscott                   | Austin Trevor, Elizabeth Allan                                               | Drama               | [ 2 ]                                              |
| Almost a Divorce                | Jack Raymond, Arthur Varney         | Marjorie Binner, Sydney Howard, Kay Hammond                                  | Comedy              | [ 3 ]                                              |
| Aroma of the South Seas         | W. P. Kellino                       | Reginald Gardiner, Wyn Richmond, Wallace Lupino                              | Comedy              | [ 4 ]                                              |
| The Beggar Student              | John Harvel, Victor Hanbury         | Margaret Halstan, Shirley Duke, Frederick Lloyd                              | Musical             | [ 5 ]                                              |
| The Bells                       | Oscar Werndorff, Harcourt Templeman | Donald Calthrop, Jane Welsh                                                  | Drama               | [ 6 ]                                              |
| Black Coffee                    | Leslie S. Hiscott                   | Austin Trevor, Elizabeth Allan, Richard Cooper                               | Crime               | [ 7 ]                                              |
| Bracelets                       | Sewell Collins                      | Bert Coote, Stella Arbinina                                                  | Drama               | [ 8 ]                                              |
| Brown Sugar                     | Leslie S. Hiscott                   | Constance Carpenter, Francis Lister, Chili Bouchier                          | Drama               | [ 9 ]                                              |
| Bull Rushes                     | W. P. Kellino                       | Reginald Gardiner, Dorrie Deane, Wallace Lupino                              | Comedy              | [ 10 ]                                             |
| Cape Forlorn                    | E. A. Dupont                        | Fay Compton, Frank Harvey, Ian Hunter, Donald Calthrop                       | Drama               | [ 11 ]                                             |
| Captivation                     | John Harvel                         | Betty Stockfeld, Conway Tearle                                               | Romantic comedy     | [ 12 ]                                             |
| Carnival                        | Herbert Wilcox                      | Matheson Lang, Chili Bouchier, Joseph Schildkraut, Kay Hammond               | Drama               | [ 13 ]                                             |
| The Chance of a Night Time      | Herbert Wilcox, Ralph Lynn          | Ralph Lynn, Winnifred Shotter, Sunday Wilshin, Kenneth Kove                  | Comedy              | [ 14 ]                                             |
| Chin Chin Chinaman              | Guy Newall                          | Leon M. Lion, Elizabeth Allan                                                | Romance/crime/drama | [ 15 ]                                             |
| City of Song                    | Carmine Gallone                     | Jan Kiepura, Betty Stockfeld                                                 | Musical             | [ 16 ]                                             |
| Contraband Love                 | Sidney Morgan                       | C. Aubrey Smith, Haddon Mason, Rosalinde Fuller                              | Romantic drama      | [ 17 ]                                             |
| Dangerous Seas                  | Edward Dryhurst                     | Sandy Irving, Julie Suedo, Gerald Rawlinson                                  | Drama               | [ 18 ]                                             |
| Deadlock                        | George King                         | Stewart Rome, Marjorie Hume, Esmond Knight                                   | Thriller            | [ 19 ]                                             |
| Doctor Josser K.C.              | Norman Lee                          | Ernie Lotinga, Molly Lamont, Binnie Barnes                                   | Comedy              | [ 20 ]                                             |
| Down River                      | Peter Godfrey                       | Charles Laughton, Jane Baxter, Harold Huth                                   | Crime               | [ 21 ]                                             |
| Dreyfus                         | F.W. Kraemer                        | Cedric Hardwicke, George Merritt, Garry Marsh                                | Drama               | [ 22 ]                                             |
| East Lynne on the Western Front | George Pearson                      | Herbert Mundin, Alf Goddard                                                  | Comedy              | [ 23 ]                                             |
| The Eternal Feminine            | Arthur Varney-Serrao                | Terence De Marney, Guy Newall, Jill Esmond                                   | Romantic comedy     | [ 24 ]                                             |
| Fascination                     | Miles Mander                        | Madeleine Carroll, Carl Harbord                                              | Drama               | [ 25 ]                                             |
| The Flying Fool                 | Walter Summers                      | Henry Kendall, Benita Hume                                                   | Thriller            | [ 26 ]                                             |
| A Gentleman of Paris            | Sinclair Hill                       | Arthur Wontner, Vanda Gréville                                               | Crime               | [ 27 ]                                             |
| The Ghost Train                 | Walter Forde                        | Jack Hulbert, Cicely Courtneidge                                             | Comedy/mystery      | Adapted from Arnold Ridley's The Ghost Train       |
| Glamour                         | Seymour Hicks, Harry Hughes         | Seymour Hicks, Ellaline Terriss, Margot Grahame                              | Romantic drama      | [ 29 ]                                             |
| The Great Gay Road              | Sinclair Hill                       | Stewart Rome, Frank Stanmore                                                 | Drama               | [ 30 ]                                             |
| Guilt                           | Reginald Fogwell                    | James Carew, Anne Grey, Harold Huth                                          | Romance             | [ 31 ]                                             |
| The Happy Ending                | Millard Webb                        | Benita Hume, George Barraud                                                  | Drama               |                                                    |
| Harry Lauder Songs              | George Pearson                      |                                                                              | Short               |                                                    |
| Her Reputation                  | Sidney Morgan                       | Iris Hoey, Frank Cellier                                                     | Dramedy             | [ 32 ]                                             |
| Hindle Wakes                    | Victor Saville                      | Belle Chrystall, John Stuart                                                 | Drama               | [ 33 ]                                             |
| Hot Heir                        | W. P. Kellino                       | Charles Austin, Bobbie Comber                                                | Comedy              | [ 34 ]                                             |
| The House of Unrest             | Leslie Howard Gordon                | Dorothy Boyd, Malcolm Keen                                                   | Thriller            | [ 35 ]                                             |
| The House Opposite              | Walter Summers                      | Henry Kendall, Frank Stanmore                                                | Crime               | [ 36 ]                                             |
| How He Lied to Her Husband      | Cecil Lewis                         | Edmund Gwenn, Vera Lennox                                                    | Short               | [ 37 ]                                             |
| Immediate Possession            | Arthur Varney-Serrao                | Herbert Mundin, Dorothy Bartlam                                              | Comedy              | [ 38 ]                                             |
| In a Lotus Garden               | Fred Paul                           | Roy Galloway, Jocelyn Yeo                                                    | Musical comedy      | [ 39 ]                                             |
| Inquest                         | G. B. Samuelson                     | Campbell Gullan, Mary Glynne                                                 | Crime               | [ 40 ]                                             |
| Let's Love and Laugh            | Richard Eichberg                    | Gene Gerrard, Muriel Angelus                                                 | Comedy              | [ 41 ]                                             |
| The Love Habit                  | Harry Lachman                       | Seymour Hicks, Margot Grahame                                                | Comedy              | [ 42 ]                                             |
| Love Lies                       | Lupino Lane                         | Stanley Lupino, Dorothy Boyd                                                 | Comedy              | [ 20 ]                                             |
| The Love Race                   | Lupino Lane                         | Stanley Lupino, Jack Hobbs, Dorothy Boyd                                     | Comedy              | [ 43 ]                                             |
| The Loves of Ariane             | Paul Czinner                        | Elisabeth Bergner, Percy Marmont                                             | Drama               | [ 44 ]                                             |
| The Lyons Mail                  | Arthur Maude                        | John Martin Harvey, Norah Baring                                             | Mystery             | [ 45 ]                                             |
| Madame Guillotine               | Reginald Fogwell                    | Madeleine Carroll, Brian Aherne                                              | Historical romance  | [ 46 ]                                             |
| The Man at Six                  | Harry Hughes                        | Anne Grey, Lester Matthews                                                   | Crime               |                                                    |
| Many Waters                     | Milton Rosmer                       | Lillian Hall-Davis, Arthur Margetson                                         | Romance             | [ 47 ]                                             |
| Mary                            | Alfred Hitchcock                    | Alfred Abel, Olga Tschechowa                                                 | Mystery/thriller    | The German-language version of Hitchcock's Murder! |
| M'Blimey                        | J. Elder Wills                      | Bernard Ansell, Kenneth Kove                                                 | Short               | [ 48 ]                                             |
| Michael and Mary                | Victor Saville                      | Herbert Marshall, Edna Best                                                  | Drama               | [ 49 ]                                             |
| Morita                          | Fred Paul                           | Daphne Lennard, Jean Romaine                                                 | Musical Short       | [ 50 ]                                             |
| My Old China                    | W. P. Kellino                       | Reginald Gardiner, Clifford Heatherley, Constance Carpenter, Gibb McLaughlin | Comedy              | [ 51 ]                                             |
| Never Trouble Trouble           | Lupino Lane                         | Lupino Lane, Renee Clama                                                     | Comedy              | [ 52 ]                                             |
| No Lady                         | Lupino Lane                         | Lupino Lane, Sari Maritza                                                    | Comedy              | [ 53 ]                                             |
| The Officers' Mess              | Manning Haynes                      | Richard Cooper, Elsa Lanchester                                              | Comedy              | [ 54 ]                                             |
| The Old Man                     | H. Manning Haynes                   | Maisie Gay, Anne Grey                                                        | Mystery             | [ 55 ]                                             |
| Old Soldiers Never Die          | Monty Banks                         | Leslie Fuller, Max Nesbitt                                                   | Comedy              | [ 56 ]                                             |
| The Other Mrs. Phipps           | Julius Hagen                        | Sydney Fairbrother, Richard Cooper, Jane Welsh                               | Comedy short        | [ 57 ]                                             |
| Other People's Sins             | Sinclair Hill                       | Horace Hodges, Stewart Rome                                                  | Crime               | [ 58 ]                                             |
| The Other Woman                 | G.B. Samuelson                      | Isobel Elsom, David Hawthorne                                                | Drama               | [ 59 ]                                             |
| Out of the Blue                 | Gene Gerrard                        | Gene Gerrard, Jessie Matthews                                                | Comedy              | [ 20 ]                                             |
| The Outsider                    | Harry Lachman                       | Joan Barry, Norman McKinnel                                                  | Drama               | [ 60 ]                                             |
| Plunder                         | Tom Walls                           | Ralph Lynn, Winifred Shotter                                                 | Comedy              | [ 61 ]                                             |
| P.C. Josser                     | Milton Rosmer                       | Ernie Lotinga, Robert Douglas                                                | Comedy              |                                                    |
| Poor Old Bill                   | Monty Banks                         | Leslie Fuller, Iris Ashley                                                   | Comedy              | [ 62 ]                                             |
| Potiphar's Wife                 | Maurice Elvey                       | Nora Swinburne, Laurence Olivier                                             | Drama               | [ 63 ]                                             |
| The Ringer                      | Walter Forde                        | Patrick Curwen, Esmond Knight                                                | Crime               | [ 25 ]                                             |
| Rodney Steps In                 | Guy Newall                          | Richard Cooper, Elizabeth Allan                                              | Comedy              | [ 64 ]                                             |
| Romany Love                     | Fred Paul                           | Esmond Knight, Florence McHugh                                               | Musical             | [ 65 ]                                             |
| The Rosary                      | Guy Newall                          | Margot Grahame, Elizabeth Allan                                              | Drama               | [ 66 ]                                             |
| Rynox                           | Michael Powell                      | Stewart Rome, John Longden                                                   | Crime               | [ 67 ]                                             |
| The Shadow Between              | Norman Walker                       | Godfrey Tearle, Kathleen O'Regan                                             | Romance/drama       |                                                    |
| Shadows                         | Alexander Esway                     | Jacqueline Logan, Bernard Nedell                                             | Crime               | [ 68 ]                                             |
| The Skin Game                   | Alfred Hitchcock                    | Edmund Gwenn, Helen Haye                                                     | Drama               | [ 69 ]                                             |
| The Sleeping Cardinal           | Leslie S. Hiscott                   | Arthur Wontner, Ian Fleming                                                  | Mystery drama       | [ 70 ]                                             |
| The Speckled Band               | Jack Raymond                        | Raymond Massey, Lyn Harding                                                  | Mystery drama       | [ 71 ]                                             |
| Splinters in the Navy           | Walter Forde                        | Sydney Howard, Alf Goddard, Helena Pickard                                   | Comedy              | [ 72 ]                                             |
| The Sport of Kings              | Victor Saville                      | Leslie Henson, Hugh Wakefield, Gordon Harker                                 | Comedy              | [ 73 ]                                             |
| Stepping Stones                 | Geoffrey Benstead                   | Jade Hales, George Bellamy                                                   | Musical             | [ 74 ]                                             |
| Stranglehold                    | Henry Edwards                       | Isobel Elsom, Garry Marsh                                                    | Drama               | [ 25 ]                                             |
| The Stronger Sex                | Gareth Gundrey                      | Colin Clive, Adrianne Allen                                                  | Drama               | [ 75 ]                                             |
| Tell England                    | Anthony Asquith                     | Fay Compton, Tony Bruce                                                      | World War I drama   | [ 76 ]                                             |
| Third Time Lucky                | Walter Forde                        | Bobby Howes, Dorothy Boyd                                                    | Comedy              | [ 77 ]                                             |
| Tilly of Bloomsbury             | Jack Raymond                        | Sydney Howard, Phyllis Konstam                                               | Comedy              | [ 78 ]                                             |
| To Oblige a Lady                | H. Manning Haynes                   | Masie Gay, Warwick Ward                                                      | Comedy              | [ 79 ]                                             |
| Two Crowded Hours               | Michael Powell                      | Jerry Verno                                                                  | Drama               | [ 80 ]                                             |
| Uneasy Virtue                   | Norman Walker                       | Fay Compton, Edmund Breon                                                    | Comedy              | [ 81 ]                                             |
| Up for the Cup                  | Jack Raymond                        | Sydney Howard, Joan Wyndham                                                  | Comedy              | [ 82 ]                                             |
| What a Night!                   | Monty Banks                         | Leslie Fuller, Molly Lamont                                                  | Comedy              | [ 83 ]                                             |
| Who Killed Doc Robin?           | W. P. Kellino                       | Clifford Heatherley, Dorrie Deane                                            | Comedy              | [ 84 ]                                             |
| The Wife's Family               | Monty Banks                         | Gene Gerrard, Jimmy Godden                                                   | Comedy              | [ 85 ]                                             |
| The Woman Between               | Miles Mander                        | Owen Nares, Adrianne Allen                                                   | Romance             | [ 86 ]                                             |
| The Written Law                 | Reginald Fogwell                    | Madeleine Carroll, Percy Marmont                                             | Drama               | [ 87 ]                                             |
| The Wrong Mr. Perkins           | Arthur Varney                       | Herbert Mundin, Sonia Bellamy                                                | Comedy              | [ 88 ]                                             |